# Бочарніков Борис Михайлович
Борис Михайлович Бочарніков (рос. Борис Михайлович Бочарников; нар. 27 вересня 1919, Київ, УРСР — пом. 7 січня 1950, Свердловськ, СРСР) — радянський хокеїст, захисник.

## Спортивна кар'єра
З 1946 по 1948 рік виступав за московське «Динамо». Чемпіон СРСР 1947 року, бронзовий призер 1948. Всього за клуб провів 22 матчі та забив 2 голи.
Гравець збірної Москви, яка взимку 1948 року проводила серію матчів з найсильнішою європейською клубною командою того часу, празьким ЛТЦ. Брав участь у всіх трьох матчах.
| № | Дата           | Місце  | Суперник    | Рахунок |
| - | -------------- | ------ | ----------- | ------- |
| 1 | 26 лютого 1948 | Москва | ЛТЦ (Прага) | 6 : 3   |
| 2 | 28 лютого 1948 | Москва | ЛТЦ (Прага) | 3 : 5   |
| 3 | 2 березня 1948 | Москва | ЛТЦ (Прага) | 2 : 2   |

У цьому ж році переходить до ВПС (Москва). Віце-чемпіон СРСР 1949. Всього за клуб провів 27 матчів та забив 2 голи.
Виступав у півзахисті футбольних клубів «Крила Рад» (Москва) і «Динамо» (Мінськ). У першостях 1945 і 1947 років провів 16 ігор.
Загинув 7 січня 1950, під час невдалої посадки літака на аеродром поблизу Свердловська. Всього у цій авіакатастрофі загинуло шість членів екіпажу, лікар, масажист та 11 гравців команди ВПС. За декілька днів до трагедії був призначений граючим тренером клубу.

## Досягнення
| Нагороди       | Команда           | Кіл. | Рік  |
| -------------- | ----------------- | ---- | ---- |
| Чемпіонат СРСР |                   |      |      |
| Золото         | «Динамо» (Москва) | 1    | 1947 |
| Срібло         | ВПС (Москва)      | 1    | 1949 |
| Бронза         | «Динамо» (Москва) | 1    | 1948 |

## Статистика
| Сезон                     | Команда                   | Ігри | Голи |
| ------------------------- | ------------------------- | ---- | ---- |
| 1946/47                   | «Динамо» (Москва)         | 7    | 2    |
| 1947/48                   | «Динамо» (Москва)         | 15   | 0    |
| 1948/49                   | ВПС (Москва)              | 18   | 1    |
| 1949/50                   | ВПС (Москва)              | 9    | 1    |
| Всього в чемпіонатах СРСР | Всього в чемпіонатах СРСР | 49   | 4    |